# Ortachne breviseta
Ortachne breviseta är en gräsart som beskrevs av Albert Spear Hitchcock. Ortachne breviseta ingår i släktet Ortachne och familjen gräs. Inga underarter finns listade i Catalogue of Life.